# Пикс Айс Арена
«Пикс Айс Арена» (англ. Peaks Ice Arena) — многофункциональная ледовая арена, расположенная в городе Прово, в 69 километрах южнее Солт-Лейк-Сити округа и штата Юта, США. Арена вместе с «Е-центром» в Уэст-Валли-Сити были простроены для проведения соревнований по фигурному катанию и хоккею с шайбой на зимних Олимпийских играх 2002 года.
В настоящее время «Пикс Айс Арена» является домашним стадионом для мужской хоккейной команды «Пантеры» Университета Бригама Янга (англ. BYU Cougars men's ice hockey), местных школьных хоккейных команд, клуба фигурного катания и открыта для общественного посещения. Объект «Пикс Айс Арена» общей площадью 10 220 м² на момент открытия был самой большой ледовой ареной штата.

## История
В 1995 году Солт-Лейк-Сити был выбран местом проведения зимних Олимпийских игр в 2002 году. Первоначально в Прово планировалось построить каток для тренировок, в составе будущего торгового центра (англ. Provo Towne Centre), после — сделать будущий тренировочный каток больше и перенести в другое место, недалеко от поля для гольфа. Это решение было одобрено правительством округа и организационным комитетом игр 2002 года, которые даже взяли на себя обязательство выделить под строительство 7,7 миллионов долларов. Но в июле 1996 года, ещё до начала строительства, руководство местного аквапарка «Seven Peaks» предложили округу разместить арену на территории аквапарка в обмен на то, что они берут на себя расходы по строительству дополнительного катка в том же здании. 14 октября чиновники Юты одобрили этот план, по нему выходило, что власти города и округа выделяют по 2 миллиона долларов, организационный комитет — 3 миллиона, а аквапарк — землю для будущей арены и парковочных мест. Для разработки архитектурного проекта была выбрана компания Valentiner, Crane, Brunjes, Onyon Architecture.

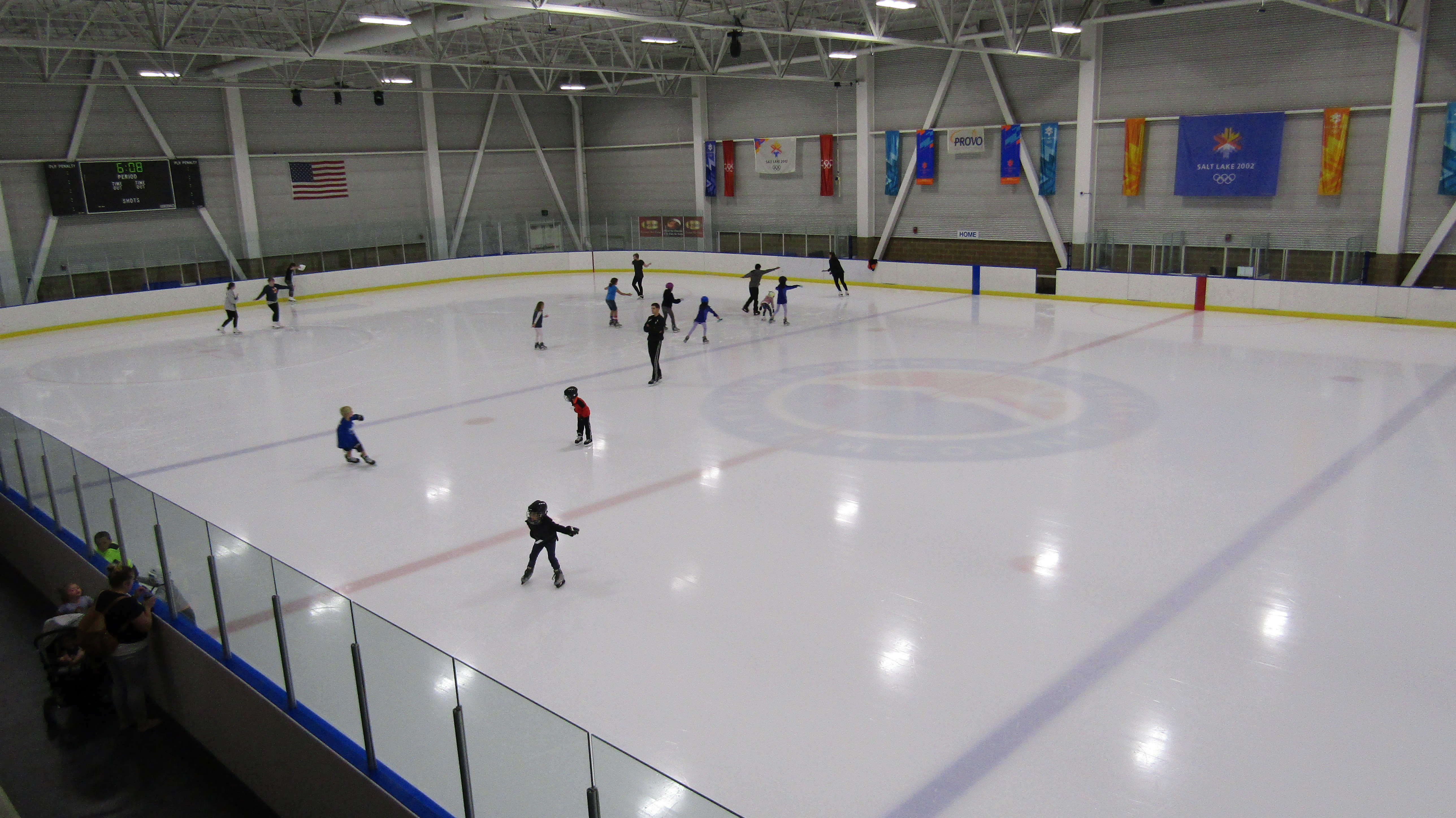
Каток «Пикс Айс Арены», 2017 год.

17 сентября 1997 года рядом с аквапарком была расчищена земля площадью 7800 м². Согласно плану оба катка должны быть расположены рядом, первый на 2000 зрителей, второй на 300. К этому моменту стоимость всего проекта увеличилась на 1,5 миллиона долларов, которые должны были выплатить «Seven Peaks».
Вскоре после начала строительства, организационный комитет олимпийских игр в Солт-Лейк-Сити решили, что вместо арены Колледжа долины Юты (англ. UCCU Center или McKay Events Center) в Ореме несколько соревнований хоккейного турнира пройдут на будущей «Пикс Айс Арене». В связи с этим комитет должен был внести в строительство ещё 2,25 миллиона долларов, а на проекте арены были увеличены количества посадочных мест, раздевалок (12 вместо 4) и добавлены другие незначительные изменения.
Формально строительство «Пикс Айс Арены» завершилось 20 ноября 1998 года, но официальное открытие было запланировано на начало следующего года после проведения финального этапа работ. Но из-за разгоревшегося в декабре скандала с участием членов организационного и Международного олимпийского комитетов торжественное открытие арены пришлось отложить, оно состоялось только 29 сентября 1999 года, а через два дня была проведена первая игра — между хоккейными командами Миннесотского и университета Калгари.

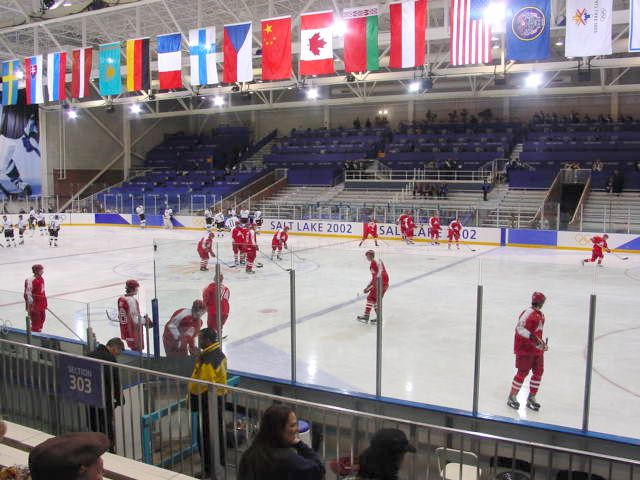
Матч Австрия—Латвия на XIX зимних Олимпийских играх, 9 февраля 2002 года.

20 ноября 2008 года городское правление Прово взяло «Пикс Айс Арену» под свой контроль, завершив тем самым длившийся несколько лет судебный процесс между городом и Максом Рабнером, директором «Seven Peaks», по поводу невыполнения денежных обязательств, согласно первоначальным соглашениям по строительству и управлению. Арена была передана под управление Департамента парков и отдыха Прово. С 2012 года управление «Пикс Айс Ареной» было передано Ice Sheet Authority, созданного соглашением между городом и округом и управляемого тремя представителями от каждого.

## Олимпийские игры 2002 года
Во время Зимних Олимпийских игр 2002 года в «Пикс Айс Арене» проходили тренировки и соревнования как мужских, так и женских хоккейных команд. За 14 дней соревнований были проведены 24 встречи между 14 мужскими и 8 женскими командами. Помимо первоначального количества посадочных мест для зрителей и представителей прессы были установлены дополнительные места (максимальная вместимость составила 8400 зрителей). В общей сложности были распроданы 93% билетов и 131 067 зрителей были свидетелями проводимых в «Пикс Айс Арене» соревнований.